# Colosio: El asesinato
Colosio: El asesinato és una pel·lícula mexicana escrita i dirigida per Carlos Bolado i estrenada el 8 de juny del 2012, un thriller que aborda la història fictícia d'una recerca policíaca sobre un fet històric real a Mèxic: el atemptat que va llevar la vida al candidat presidencial del Partit Revolucionari Institucional (PRI), Luis Donaldo Colosio Murrieta, que va tenir lloc el 23 de març de 1994 en Tijuana. El guió es basa en el llibre La culebra, de Carlos Puig.
La trama d'aquesta cinta es basa en la tesi (sustentada en el propi expedient del cas, que inclou un total de més de dos mil pàgines) de què es va tractar d'un crim d'Estat organitzat des dels més alts nivells de la política a Mèxic (inclosos elements de l'Estat Major Presidencial i de la Procuradoria General de la República, a contrapèl de la versió oficial, que sosté que el polític sonorenc va ser assassinat per Mario Aburto Martínez, qui hauria actuat pel seu compte i sense l'ajuda de ningú.
En la trama es barregen personatges de ficció (per a efectes dramàtics) amb personatges que fan clara al·lusió a persones de la vida real, com ara José María Córdoba Montoya, Carlos Salinas de Gortari, José Francisco Ruiz Massieu, Fernando Gutiérrez Barrios.

## Sinopsi
Any de 1994, les eleccions mexicanes succeiran, un dels candidats era Luis Donaldo Colosio.
El 6 de març de 1994 Colosio va donar un míting al Monument a la Revolució al DF en el qual parla de canviar al País, de netejar-lo. Tot va succeir amb normalitat, res fora del normal.
Alguns dies abans del míting a Lomas Taurinas. Colosio va sostenir diverses reunions amb militants del Partit Revolucionari Institucional, en una reunió va arribar retardat, els militants que van acudir es van molestar, al cap de diversos minuts van començar a tacar el nom de Colosio, arriba Colosio comença a enraonar, es retira.
El 23 de març de 1994 data del míting en Llomes Taurines, Colosio va arribar a l'aeroport de Tijuana procedent de La Paz (Baixa Califòrnia Sud) en punt de les 16.00.
16.30 Colosio juntament amb el seu equip de treball a dalt a Lomas Taurinas, hi ha milers d'assistents.
16.35 Colosio comença a donar el míting entre els assistents es troba "el seu equip de seguretat" i Mario Aburto Martínez.
17.10 Finalitza el míting, 2 minuts després comença a caminar entre la multitud, en aquest moment arriba Aburto Martínez, un home li lliura l'arma homicida, Aburto Martínez arriba al costat de Colosio, li col·loca l'arma a la templa i li dispara, Colosio realitza un gir de 180°, un altre subjecte molt semblant a Aburto Martínez li dona un tret al tòrax, la multitud s'abalança sobre Aburto Martínez, el volen linxar, la policia aconsegueix detenir-lo.
17.20 Colosio entra a l'Àrea d'urgències de l'Hospital General de Tijuana i immediatament ingressa a quiròfan.
18.55 Colosio sofreix una aturada cardiorespiròtoria irreversible; immediatament se li apliquen labors de reanimació.
19.45 Els metges el declaren mort, una hora més tard el portaveu de la campanya anuncia la mort.
José Francisco Ruiz Massieu ordena una recerca, la qual comporta diversos mesos d'amor, desamor, amenaces i mort, finalment tots els membres de la recerca són assassinats.

## Història
La pel·lícula va generar controvèrsia perquè es va estrenar a menys d'un mes de les eleccions presidencials de l'1 de juliol. El 23 d'abril de 2012, la publicació en línia Reporte Índigo va donar a conèixer les primeres imatges del film. La premier es va realitzar el dimarts 5 de juny a Perisur, on diverses persones van guanyar passis per mitjà de trivias a Twitter i Facebook.

## Repartiment
- José María Yazpik com Andrés Vázquez.
- Daniel Giménez Cacho com El Doctor - Una clara al·lusió a José María Córdoba Montoya, l'assessor principal de Carlos Salinas de Gortari.
- Kate del Castillo com Verónica.
- Odiseo Bichir com El Licenciado - Una clara al·lusió a José Francisco Ruiz Massieu.
- Tenoch Huerta com Jesús.
- Harold Torres com Mario Aburto Martínez / Joel / Sánchez Ortiz.
- Dagoberto Gama com Lic. Federico Benítez López.
- Emilio Echevarría com Don Fernando - Una clara al·lusió a Fernando Gutiérrez Barrios, Secretari de Governació al sexenni de Carlos Salinas de Gortari.
- Enoc Leaño com El Candidat - Luis Donaldo Colosio Murrieta.
- Luis Ernesto Franco com Pedro.
- Ximena Rubio com Diana Laura (esposa de Luis Donaldo Colosio).
- Karina Gidi com Bertha.
- Marco Pérez com El Seco.
- Gustavo Sánchez Parra com Ortiga.
- Teresa Ruiz com Alejandra Iglesias.
- José Sefami com Lic. José María Torres - Una clara al·lusió a Miguel Montes García, Subprocurador Especial Cas Colosio.
- Moisés Arizmendi com Manuel- Una clara al·lusió a Manuel Camacho Solís, Regent del Departament del DF, i rival de Colosio a la candidatura del PRI.
- Nando Estevané com El President. Una clara al·lusió a Carlos Salinas de Gortari.
- Miguel Rodarte com Mario Ruiz Massieu.

## Estrena
La seva data de llançament, amb 450 còpies, va tenir lloc el divendres 8 de juny del 2012 en Mèxic. El 2012 va ser la pel·lícula mexicana més taquillera, amb 56.000.000 pesos de recaptació a les sales, i 1.200.000 espectadors. També fou la pel·lícula més venuda en DVD.

## Crítiques
La pel·lícula inclou les versions més freqüents que a nivell popular i massiu s'han donat fins ara sobre l'assassinat: les incongruències, els disbarats, les contradiccions i les innombrables burles al sentit comú que van esquitxar, des d'un principi i qui sap si per sempre, aquells dies que, molt encertadament, la cinta considera crucials per a la vida política i social de Mèxic.

## Comentari
L'assassinat de Luis Donaldo Colosio Murrieta, va originar una commoció en la vida política de Mèxic, sobretot després de l'assassinat de José Francisco Ruiz Massieu cunyat aleshores de Carlos Salinas de Gortari president de Mèxic. Anys després el director Oliver Stone va tractar i ha tractat de realitzar la pel·lícula Colosio però ha tingut molts contratemps, atès que molts dels involucrats, encara viuen i tenen poder polític. Es pensava en l'actor Sergio Goyri en el paper de Colosio, atès que el seu parentiu amb el malmès candidat presidencial és important.

## Premis i reconeixements
- A la LV edició dels Premis Ariel va guanyar el premi a la millor coactuació masculina (Giménez Cacho) i al millor maquillatge (Alfredo Tigre Mora).[6]
- A la 42a edició de les Diosas de Plata fou nominada a la millor edició, a la millor coactuació masculina i millor coactuació femenina.[7]
- Al Festival de Màlaga de 2013 Giménez Cacho va rebre la Bisnaga de Plata al millor actor-Territori llatinoamericà.[8]